# 100offer
100offer.com，是一个创办于上海的互联网人才招聘平台。创始人为贾智凡。

## 发展过程
2014年7月正式上线，并完成天使轮融资。
2015年3月，完成A轮融资。2016年3月，完成B轮融资。
2016年9月正式进军海外新加坡市场，2017年11月宣布已实现盈利。

## 脚注
1. ↑  . www.crunchbase.com.   [2016-09-22]. （原始内容存档于2018-10-03）.
2. ↑  . 中国网.   [2021-11-03]. （原始内容存档于2021-11-03）.
3. ↑  . 中国日报网.   [2021-11-03]. （原始内容存档于2021-11-05）.
4. ↑  .   [2016-09-22]. （原始内容存档于2016-09-23）.
5. ↑  . tech.qq.com.   [2016-09-22]. （原始内容存档于2018-09-29）.
6. ↑  . 36kr.com.   [2016-09-22]. （原始内容存档于2016-10-11）.
7. ↑  . it.sohu.com.   [2016-09-22]. （原始内容存档于2016-09-23）.
8. ↑  . 环球网.   [2021-11-03]. （原始内容存档于2021-11-05）.

## 外部連結
- 100offer.com